# Lithocarpus lemeeanus
Lithocarpus lemeeanus är en bokväxtart som beskrevs av Aimée Antoinette Camus. Lithocarpus lemeeanus ingår i släktet Lithocarpus och familjen bokväxter.

## Underarter
Arten delas in i följande underarter:
- L. l. langbianensis
- L. l. lemeeanus